# Ліциній
Вале́рій Ліциніа́н Ліци́ній (лат. Valerius Licinian Licinius; бл. 265 — 325) — римський імператор, що правив у 308—324 роках. Протягом більшої частини свого правління брав участь у громадянських війнах Тетрархії, борючись з Костянтином за одноосібну владу в Імперії. В 313 році спільно з Костянтином видав Міланський едикт, дозволивши християнам вільно сповідувати свою релігію. Після поразки в битві при Хризополі Ліцинія було страчено.
Мав спеціальні титули перемоги: Великий переможець британський, Великий переможець німецький; Великий переможець Сарматії, 310 р.; Відновлючвач світу (Restitutor Orbis) 317 р.

## Раннє життя
Ліциній походив з Мезії з родини дакійських селян і був здавна знайомий з Галерієм, що 305 року став імператором. Відомо, що Ліциній брав участь у переможній кампанії Галерія проти сасанідського царя Нарсе. У 307 році Галерій зробив Ліцинія своїм співправителем з титулом цезаря і залишив його для оборони Іллірії та Фракії. Сам Галерій рушив до Італії проти Максенція, що проголосив себе імператором.
Після повернення на схід, 11 листопада 308 року, Галерій проголосив Ліцинія августом, надавши йому управління Рецією та Паннонією. Під його безпосереднім командуванням були балканські, придунайські та причорноморські провінції Іллірія, Фракія та Паннонія.
У 310 році Ліциній очолив командування армією у війні проти сарматів, завдавши їм важкої поразки.

## Август

Кордони часів Тетрархії

Після смерті Галерія в травні 311 року у Ліцинія з Максиміном, який керував Сирією та Єгиптом, стався конфлікт за владу. Війська обох претендентів зустрілися у Віфінії, де обидва імператори уклали угоду про поділ між ними східних провінцій. Ліциній отримав європейські провінції імператора Галерія, а Максиміан — азійські.
Відтоді Ліциній став не тільки офіційним Августом Заходу, але також правив частиною східних провінцій. Оскільки Босфор і Дарданелли були умовною межею між їхніми територіями, Ліциній правив європейськими провінціями, а Максимін взяв азійські території імперії.
У 313 році Ліциній одружився у Медіолані (теперішній Мілан) з Констанцією, зведеною сестрою імператора Костянтина I. В цей час Максимін вирішив почати війну і переправився з великим військом до Європи. Ліциній поспішив назад, але через раптовий напад зумів зібрати лише невелику армію. Неподалік від Геллеспонту відбулася битва, де Максиміан був повністю розбитий і змушений втікати до Азії. Після того, як він помер у Тарсі, всі східні провінції визнали владу Ліцинія.
Ліциній був за своєю вдачею дуже жадібний. За своєю натурою він перевершив усіх, був дуже властолюбний, дуже суворий і дратівливий, вороже ставився до наук. У всьому він дотримувався військової дисципліни.
Після загибелі всіх інших імператорів Ліциній і Костянтин залишилися єдиними правителями римського світу. Мир протримався недовго, і відразу після смерті Максиміна спалахнула нова війна тривалістю десять років. Костянтин жадав зробити керівником Італії нареченого своєї сестри, Бассіана, але Ліциній був проти. У 314 році Костянтин розбив Ліцинія в битвах при Цибалах та на Мардійських полях, отримавши в своє управління Далмацію, Мезію і Македонію.
У 324 році війна відновилася. Костянтин, що закидав Ліцинію старечий вік та непопулярні звички, розбив його в битві при Адріанополі 3 липня 324 року; Ліциній був змушений відступити до Халкедону. Костянтин переслідував його далі у Малій Азії.
У 324 році флоту Костянтина очолив його старший син та співправитель Крисп. Флоти обох імператорів зустрілися в битві при Геллеспонті, де 80 суднам під командуванням Криспа вдалося здобути перемогу над ворожим флотом, який налічував приблизно 200 кораблів.
Після цього Костянтин та Крисп попрямували до Малої Азії, використовуючи для переправи легкі транспортні кораблі, замовлені раніше для перешкоджання висадки в Європі армії співправителя Ліцинія Мартиніана, який охороняв узбережжі Лампсаку. Після втрати свого флоту Ліциній евакуював гарнізон Візантії, який увійшов до складу його армії в Халкідоні на азійському узбережжі Босфору. Звідти він закликав до себе Мартиніана і загони вестготів, щоб заповнити втрати, понесені в битві при Адріанополі.
У фінальній поразці Костянтину в битві при Хризополі 18 вересня 324 року втрати Ліцинія оцінювалися в 25—30 тис. загиблих, а також тисячі поранених. Сам він зміг втекти, зібравши біля міста Нікомедія 30 тис. уцілілих солдат. Проте, усвідомивши неспроможність свого війська чинити адекватний опір, Ліциній здався Костянтину.
Сестра Костянтина і дружина Ліцинія Констанція виступила посередником між ними. Піддавшись проханню сестри, Костянтин дав клятву зберегти життя своєму суперникові. Ліциній, зі свого боку, передав Костянтину свої імператорські регалії й відрікся від влади.
Колишній імператор був відправлений на довічне заслання в Салоніки, але за кілька місяців, у 325 році, Ліциній був задушений за наказом імператора. Через рік син Ліцинія також пав жертвою гніву або підозри Костянтина.
Позбувшись Ліцинія, Костянтин став єдиним правителем Римської імперії вперше з 286 року, відтоді коли Діоклетіан призначив августом Максиміана. Після підкорення східної частини країни Костянтин обрав своєю столицею місто Візантій, який перейменував в Константинополь.